# Calyptranthes tonii
Calyptranthes tonii är en myrtenväxtart som beskrevs av Cyrus Longworth Lundell. Calyptranthes tonii ingår i släktet Calyptranthes och familjen myrtenväxter. Inga underarter finns listade i Catalogue of Life.